# Миллер, Карл Логинович
 Карл Логинович Миллер  (1752 — после 1798 года) — подполковник, кавалер ордена святого Георгия 4-го класса.

## Биография
Карл Миллер родился в 1752 году. Службу начал в 1763 году в Вятском пехотном полку солдатом, в том же году произведён в подпрапорщики и сержанты, в 1769 году в прапорщики, в 1771 году в подпоручики и назначен квартирмейстером. В 1772 году пожалован в поручики. 22 сентября 1773 года Миллер взят в кавалергарды и здесь в декабре 1776 года произведён в капитаны.
5 апреля 1777 года Миллер был выпущен из кавалергардов и определён военной коллегией в Великолуцкий пехотный полк. В 1792 году он был переведён в Екатеринославскую казачью пешую команду. В 1793 году произведён в майоры, в сентябре 1794 года переведён в Оренбургский драгунский полк, а в 1797 году переведён в Мариупольский гусарский полк, с производством в подполковники.
С 1788 по 1792 участвовал во 2-й Турецкой войне, а именно: при осаде Очакова, под Бендерами, в сражении при Каушанах и был награждён орденом святого Георгия 4-й степени. В 1798 году по представлению Багратиона он был отстранен от службы.